# Clusia bernardoi
Clusia bernardoi är en tvåhjärtbladig växtart som beskrevs av J. J. Pipoly och A. Cogollo P.. Clusia bernardoi ingår i släktet Clusia och familjen Clusiaceae. Inga underarter finns listade i Catalogue of Life.